# Біктімірово (Сарактаський район)
Біктімі́рово (рос. Биктимирово) — село у складі Сарактаського району Оренбурзької області, Росія.

## Населення
Населення — 258 осіб (2010; 311 у 2002).
Національний склад (станом на 2002 рік):
- татари — 46 %
- башкири — 42 %